# 申景仁
申景仁（1940年4月—2015年2月22日），河南省博爱县北朱营村人，中华人民共和国政治人物。
曾任中共焦作市委常委、秘书长，后升任中共焦作市委副书记兼组织部长，中共洛阳市委副书记，担任河南省人大常委会委员、教育科学文化卫生工作委员会副主任、河南省计划生育委员会主任等职，2008年3月退休。2015年2月22日去世。